# Umhlanga (eThekwini)
Umhlanga (isiZulu für Schilfrohr) ist eine Ortschaft in Durban in der Provinz KwaZulu-Natal in Südafrika. Umhlanga gehört zur Metropolgemeinde eThekwini.

## Lage und Siedlungsstruktur
Umhlanga liegt rund 20 Kilometer nördlich von Durban. Auf halbem Weg zur Küstenstadt Ballito im Nordosten von Umhlanga befindet sich der King Shaka International Airport.
Mit Zensus 2011 hatte Umhlanga 24.238 Einwohner bei 9.256 Haushalten. Davon waren 53 % weiblich und 47 % männlich. Die Einwohner waren zu 53 % Weiße, 26 % asiatischer Abstammung, 17 % Schwarze und 2,13 % Coloured. Für 79 % der Einwohner war Englisch die Erstsprache, für 9 % isiZulu und für 6 % Afrikaans.
Umhlanga ist ein beliebter Tourismusort und ein traditioneller Badeort an der Küste des Indischen Ozeans. Sehenswürdigkeiten sind der Umhlanga Leuchtturm aus dem Jahre 1954, der "Whalebone Pier" und das Umhlanga Lagoon Nature Reserve „Hawaan-Wald“, er ist ein 80 Hektar großes küstennahes Feuchtgebiet mit Graslandschaften und Dünenwäldern. Im Norden an den Wald angrenzend fließt der Fluss Ohlanga in den Ozean. Zudem gibt es in Umhlanga 500 Jahre alte Stinkholz-Bäume.
Umhlanga besteht aus den Siedlungsteilen Herrwood Park, La Lucia, Prestondale, Somerset Park, Strattton-on-Sea, Sunningdale, Umhlanga Ridge und Umhlanga Rocks.

## Wirtschaft
Zahlreiche große Unternehmen von Durban sind in modernere Geschäftskomplexe hierher umgezogen. Das einstige Dorf Umhlanga Rocks mit kleinen Häusern, Hotels und Gästehäusern ist inzwischen ein stark angewachsener Vorort. Hotels und anspruchsvolle Einkaufszentren bilden einen geschäftlichen Anziehungspunkt für Durban und Auswärtige.

## Verkehrsinfrastruktur
Die Hauptverbindung für den Straßenverkehr bildet die National Route 2, die am Westrand von Umhlanga ein weiträumig ausgebautes Kreuz mit der Schnellstraße M41 von eThekwini hat, die zwischen Umhlanga Rocks und La Lucia in den küstenparallelen Leo Boyd Highway (M4) mündet. Eine Schienenverbindung gibt es nicht, demzufolge ist Umhlanga auch nicht direkt an das Nahverkehrssystem Metrorail Durban angeschlossen. Lediglich der Haltepunkt Mount Edgecombe des gleichnamigen und nordwestlich benachbarten Stadtteils bietet diese Möglichkeit.

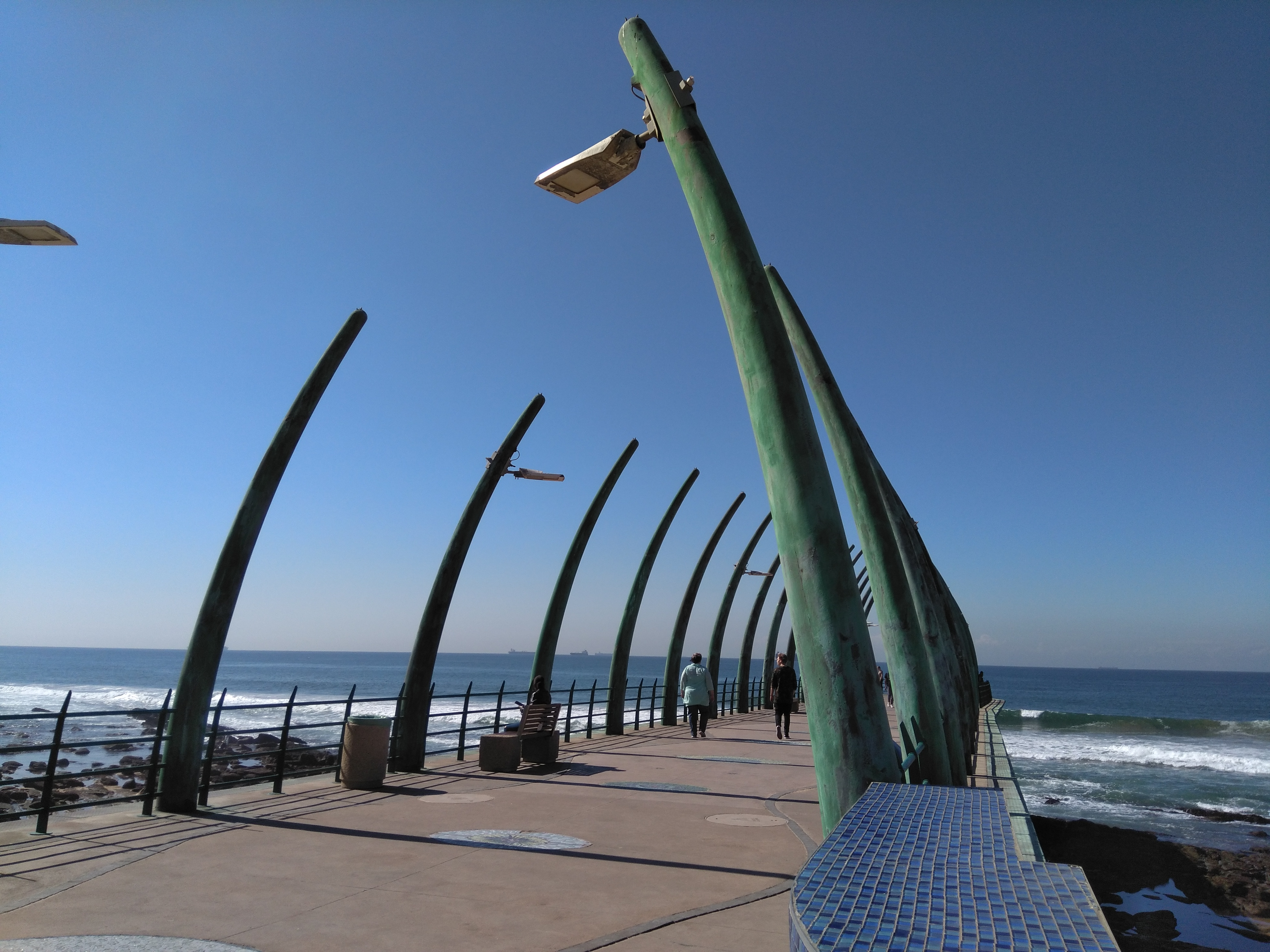
"Whalebone Pier"